# Takpotamon
Takpotamon is een geslacht van kreeftachtigen uit de klasse van de Malacostraca (hogere kreeftachtigen).

## Soorten
- Takpotamon galyaniae (Naiyanetr, 2001)
- Takpotamon maesotense (Naiyanetr, 1992)